# Silkeborg Ildfestregatta
Silkeborg Ildfestregatta er en folkefest på havnen og i byen i Silkeborg. Arrangementet afholdes cirka hvert 3. år, og i samme forbindelse afholder "De Danske Fyrværkeri Konkurrencer" finalen i Danmarks Mesterskabet i Festfyrværkeri, afskydning af fyrværkeri på foregår på Silkeborg Langsø. Festen varer normalt fra onsdag til lørdag. Der er festtelte og åbne scener med levende musik og andet underholdning, og aftenerne sluttes af med, at hundredvis af både sejler ind i havnen, og nyder et festfyrværkeri sammen med de tusindvis af mennesker på havnen.
Arrangementet har været afholdt siden 1899.

## Ekstern henvisning
- http://www.ildregatta.dk/ Arkiveret 25. maj 2005 hos  Wayback Machine

56°10′12.72″N 9°33′18.24″Ø / 56.1702000°N 9.5550667°Ø